# Quinto Servilio Fidenate (tribuno consolare 402 a.C.)
Quinto Servilio Fidenate (fl. V-IV secolo a.C.) è stato un politico e militare romano.

## Primo tribunato consolare
Nel 402 a.C. fu eletto tribuno consolare con Gaio Servilio Strutto Ahala, Lucio Verginio Tricosto Esquilino, Quinto Sulpicio Camerino Cornuto, Aulo Manlio Vulsone Capitolino e Manio Sergio Fidenate.
Mentre Veio continuava ad essere assediata dai romani, arrivarono in loro soccorso contingenti di Capenati e Falisci, che casualmente attaccarono la zona posta sotto il comando di Sergio Fidenate, mettendolo subito in difficoltà, anche per l'arrivo sul campo di battaglia di rinforzi veienti.
L'astio tra Sergio Fidenate e Lucio Verginio, che comandava l'accampamento più vicino alle zone del combattimento, causarono la disfatta per l'esercito romano, che vide distrutto l'accampamento dove risiedevano i soldati di Sergio Fidenate.
(Tito Livio, "Ab Urbe Condita", V, 8.)
In seguito all'accaduto il Senato decise di anticipare la nomina dei nuovi tribuni consolari alle calende di ottobre, invece che alle idi di dicembre, come d'uso.
In quell'anno il presidio armato di Anxur fu sopraffatto dai Volsci.

## Secondo tribunato consolare
Nel 398 a.C. fu eletto tribuno consolare con Lucio Valerio Potito, Marco Furio Camillo, Lucio Furio Medullino, Marco Valerio Lactucino Massimo, Quinto Sulpicio Camerino Cornuto.
I romani continuarono nell'assedio di Veio e, sotto il comando di Valerio Potito e Furio Camillo, saccheggiarono Falerii e Capena, città alleate degli etruschi.
Durante l'anno si verificò anche l'inusuale innalzamento delle acque del lago Albano, e per interpretarne il significato furono inviati degli ambasciatori ad interrogare l'oracolo di Delfi, anche se un vecchio vate di Veio, si era lasciato scappare il seguente vaticinio:
(Tito Livio, "Ab Urbe Condita", V, 2, 15)

## Terzo tribunato consolare
Nel 395 a.C. fu eletto tribuno consolare con Publio Cornelio Scipione, Cesone Fabio Ambusto, Lucio Furio Medullino, Publio Cornelio Maluginense Cosso e Marco Valerio Lactucino Massimo.
Ai due fratelli, Cornelio Maluginese e Cornelio Scipione, fu affidata la campagna contro i Falisci, che però non portò ad alcun risultato concreto, mentre a Valerio Lactuciono e Quinto Servilio toccò in sorte quella contro i Capenati, che alla fine furono costretti a chiedere la pace a Roma.
In città, dove infuriavano le polemiche legate alla suddivisione del bottino ricavato dalla caduta di Veio dell'anno prima, si accese un'altra polemica, originata dalla proposta del tribuno della plebe Veio Tito Sicinio di trasferire parte della popolazione romana a Veio, proposta a cui i Senatori si opposero strenuamente.

## Quarto tribunato consolare
Nel 390 a.C. fu eletto tribuno consolare con Quinto Fabio Ambusto, Cesone Fabio Ambusto, Numerio Fabio Ambusto, Quinto Sulpicio Longo e Publio Cornelio Maluginense.
A Quinto Servilio, ed agli altri Tribuni, Tito Livio addebita le maggiori responsabilità della sconfitta romana alla battaglia del fiume Allia, prologo del Sacco di Roma ad opera dei Galli Senoni condotti da Brenno.
E Quinto Servilio, insieme agli altri Tribuni consolari, fu tra i più strenui sostenitori della proposta di lasciare Roma per stabilirsi a Veio, dopo che i Galli erano stati sconfitti.
(Tito Livio, "Ab Urbe Condita", V, 4, 49.)

## Quinto tribunato consolare
Nel 388 a.C. fu eletto tribuno consolare con Tito Quinzio Cincinnato Capitolino, Lucio Giulio Iullo, Lucio Lucrezio Tricipitino Flavo, Lucio Aquilio Corvo e Servio Sulpicio Rufo.
I tribuni guidarono i romani in una serie di razzie nei territori degli Equi e in quelli di Tarquinia, dove presero con la forza Cortuosa e Contenebra, che furono saccheggiate.
Intanto a Roma i tribuni della plebe cercarono di portare la discussione sulla suddivisione dell'agro pontino, strappato ai Volsci l'anno precedente.

## Sesto tribunato consolare
Nel 386 a.C. fu eletto tribuno consolare con Marco Furio Camillo, Lucio Orazio Pulvillo, Servio Cornelio Maluginense, Lucio Quinzio Cincinnato Capitolino e Publio Valerio Potito Publicola.
Quando Anzio riprese le armi contro Roma, sostenuta anche da giovani fuoriusciti Latini ed Ernici, il Senato decise di affidare le operazioni belliche a Furio Camillo, che volle con sé il collega Publio Valerio. A Quinto Servilio fu affidato il compito di organizzare un esercito da porre nella campagna romana, a difesa della città da possibili attacchi degli Etruschi, a Lucio Quinzio fu affidato il compito di presidiare le mura cittadine, a Lucio Orazio di organizzare tutto l'approvvigionamento di guerra e a Servio Cornelio l'amministrazione della città.